# Chironkamba
Chironkamba är en ort i Komorerna.   Den ligger i distriktet Anjouan, i den centrala delen av landet, 130 km öster om huvudstaden Moroni. Chironkamba ligger 158 meter över havet och antalet invånare är 2 391. Den ligger på ön Anjouan.
Terrängen runt Chironkamba är kuperad åt sydväst, men åt sydost är den bergig. Havet är nära Chironkamba åt nordväst. Runt Chironkamba är det tätbefolkat, med 790 invånare per kvadratkilometer. Närmaste större samhälle är Moutsamoudou, 5,8 km nordost om Chironkamba. I omgivningarna runt Chironkamba växer i huvudsak städsegrön lövskog.